# Cucito

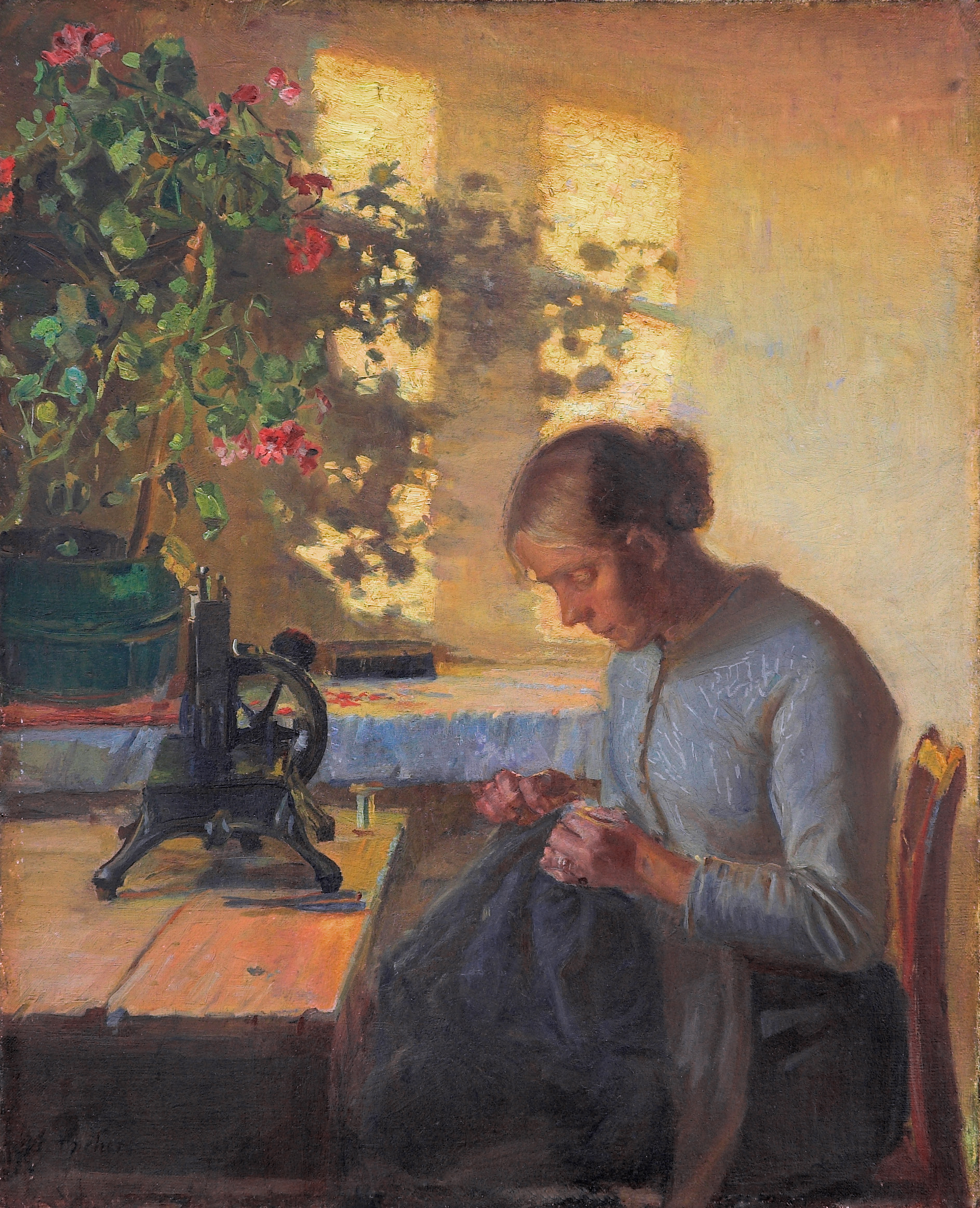
La moglie del pescatore di Anna Ancher (1890)

Il cucito è la tecnica per unire due parti con ago e filo. Il cucito è una delle arti tessili ed esiste dal Paleolitico.
Il cucito si distingue dal ricamo in quanto il primo è il lavoro dell'ago, quindi un lavoro inteso come cucitura ossia come congiunzione di parti complementari eseguita come ago e filo (o mediante una macchina da cucire); mentre il secondo è l'esecuzione di punti decorativi su un tessuto svolto anche seguendo un disegno predisposto.

## Storia
Prima dell'introduzione della filatura nell'industria del tessuto e nella tessitura, gli archeologi ritengono che già nell'età della pietra, in Europa e Asia, venissero cuciti il cuoio e le pelli degli animali per essere utilizzati nell'abbigliamento con strumenti di adattamento come ossa e palchi di animali o avorio. Per migliaia di anni, la tecnica del cucito è stata fatta a mano. Nel XIX secolo sono state inventate le macchine per cucire e nel XX secolo la computerizzazione ha portato benefici nella produzione di massa di abiti e capi d'abbigliamento. La pratica del cucito è comunque ancora portata avanti a mano in tutto il mondo. Il cucito è inoltre una caratteristica di alta qualità per quanto riguarda l'attività sartoriale, dell'alta moda e dei costumi. Essa è perseguita sia come mestiere che come hobby.

## A macchina

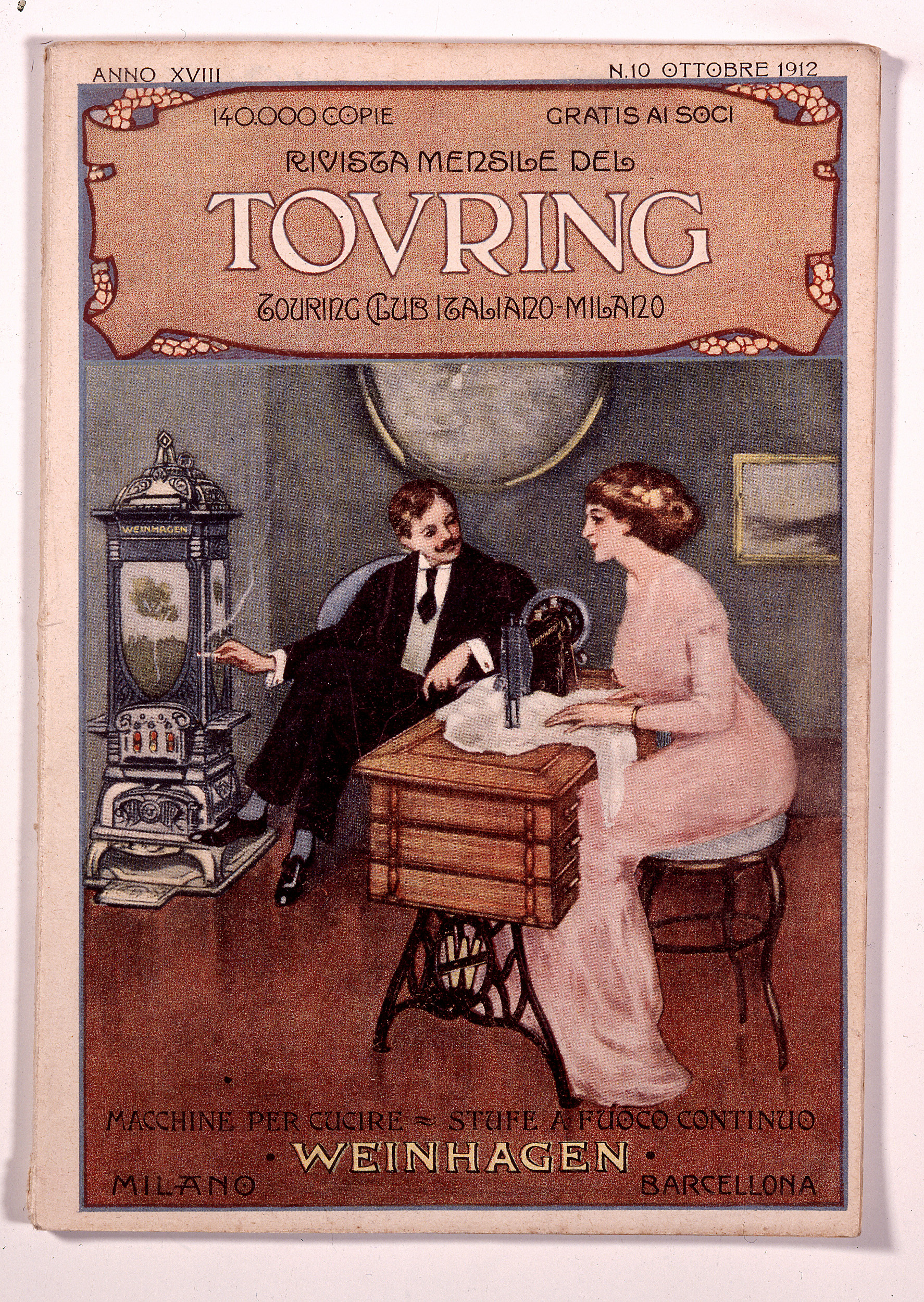
Pubblicità di macchina per cucire a pedali sulla copertina di una rivista del 1912

L'invenzione della macchina per cucire è controversa, brevetti per meccanismi in grado di produrre cuciture furono depositati nel 1755 da Fredrick Wiesenthal, nel 1790 da Thomas Saint, nel 1830 da Barthélemy Thimonnier e nel 1842 da John J. Greenough.
I primi modelli erano azionati a mano: attraverso una manovella applicata al volano, con la mano destra si produceva il movimento dell'ago, della spoletta e l'avanzamento per trascinamento del tessuto, mentre con la mano sinistra si controllava la sua posizione e l'indirizzamento. Successivamente le macchine per cucire furono a pedale: la movimentazione si otteneva con l'oscillazione di un pedale, posto sotto il tavolino in cui era inserita la macchina e che, collegato da una cinghia, produceva il movimento; entrambe le mani rimanevano libere e quindi disponibili per l'indirizzamento del tessuto. Oggi il movimento è prodotto da un motore elettrico: il comando d'azionamento della macchina da cucire è dato da un pedale che si schiaccia col piede o da una leva azionata con lo spostamento laterale del ginocchio. La tecnologia di pari passo con l'industria ha ottimizzato l'utilizzo delle macchine con più parti dell'operatore (95% donne), punte e tacco del piede, ginocchio, gomito e chiaramente mani, rendendo l'operaia simile ad un automa, per questo motivo le macchine vengono abbinate a computer rendendole unità automatiche.

## Software
Con lo sviluppo di software di simulazione di tessuti come CLO3D, Marvelous Designer e Optitex, i sarti possono disegnare modelli sul computer e visualizzarli utilizzando gli strumenti per la creazione di modelli e le macchine da cucire virtuali all'interno di questi programmi.

## Animali
Gli uccelli di genere Orthotomus mostrano un comportamento da cucito, così come alcuni uccelli di generi correlati. Sono in grado di ricucire insieme i lembi delle foglie, utilizzando come filo fibre vegetali o seta di ragno, in modo da creare delle cavità in cui costruire i loro nidi.

## Galleria d'immagini

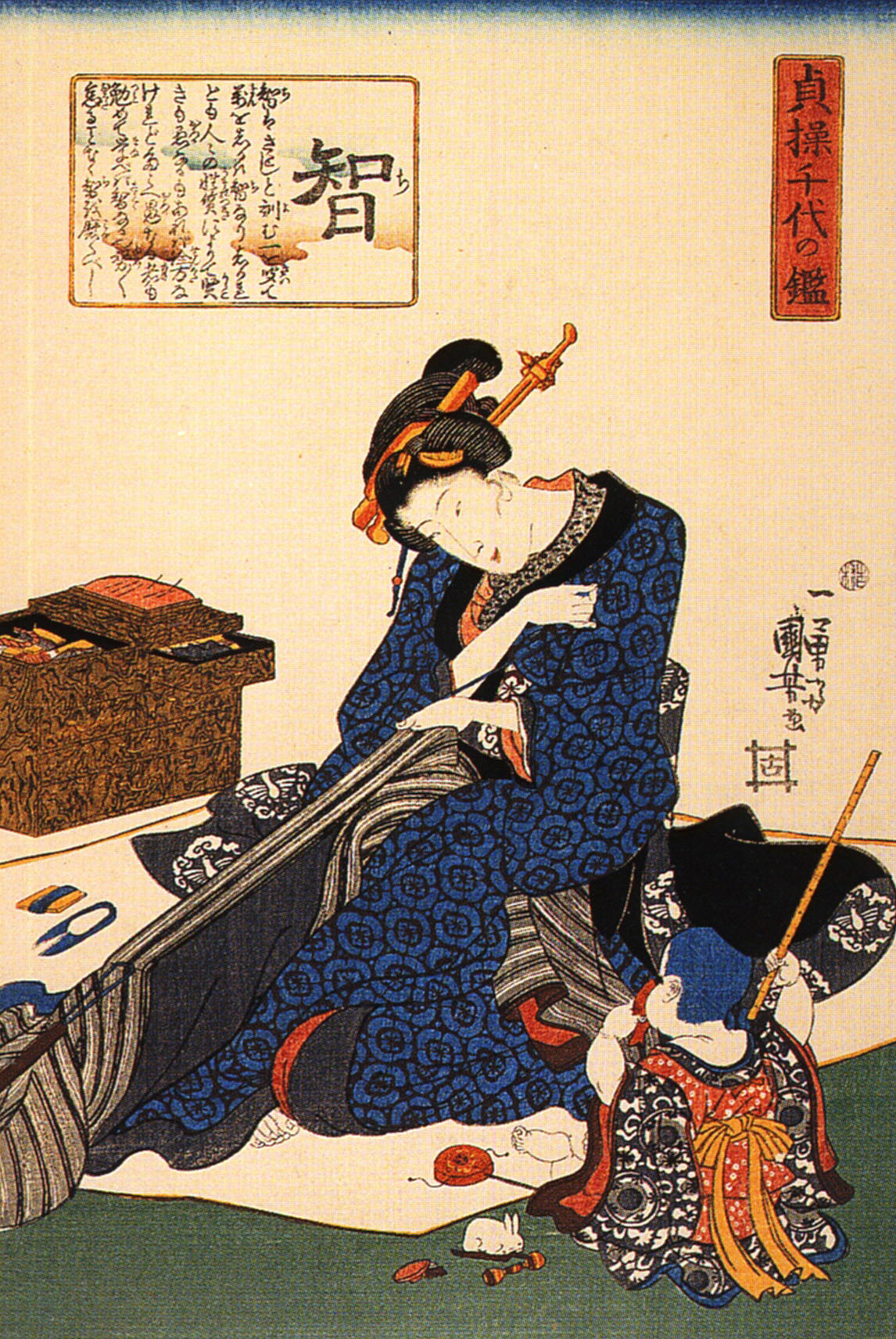
Donna seduta che cuce un kimono, Utagawa K uniyoshi, all'inizio del XIX secolo. Culture diverse hanno sviluppato diverse tecniche di cucito, dai metodi di taglio del tessuto ai tipi di punti.
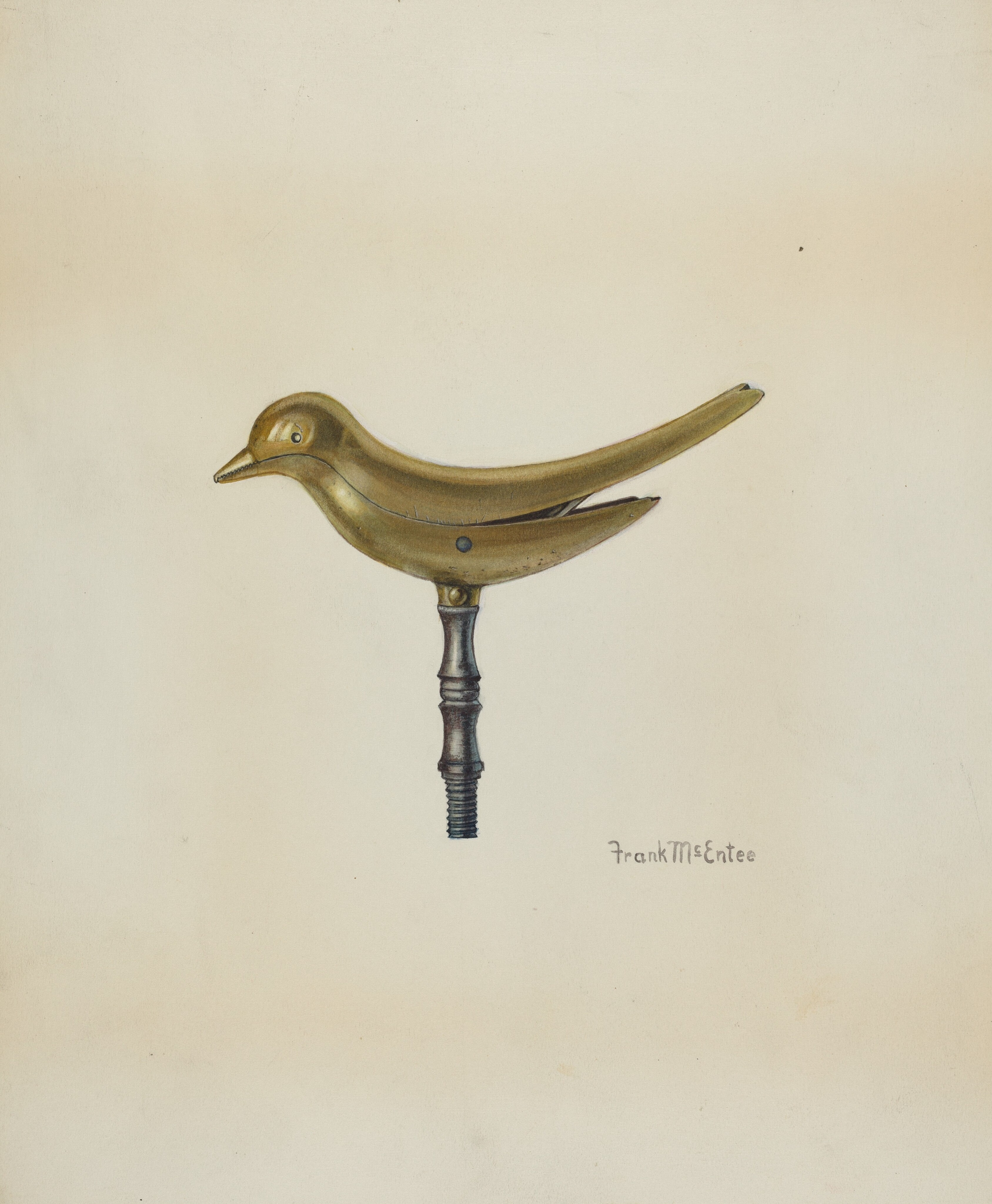
Un uccello da cucito o un morsetto da cucito fornisce una "terza mano" per tenere teso il tessuto. Acquerello di Frank McEntee, National Gallery of Art, Index of American Design.
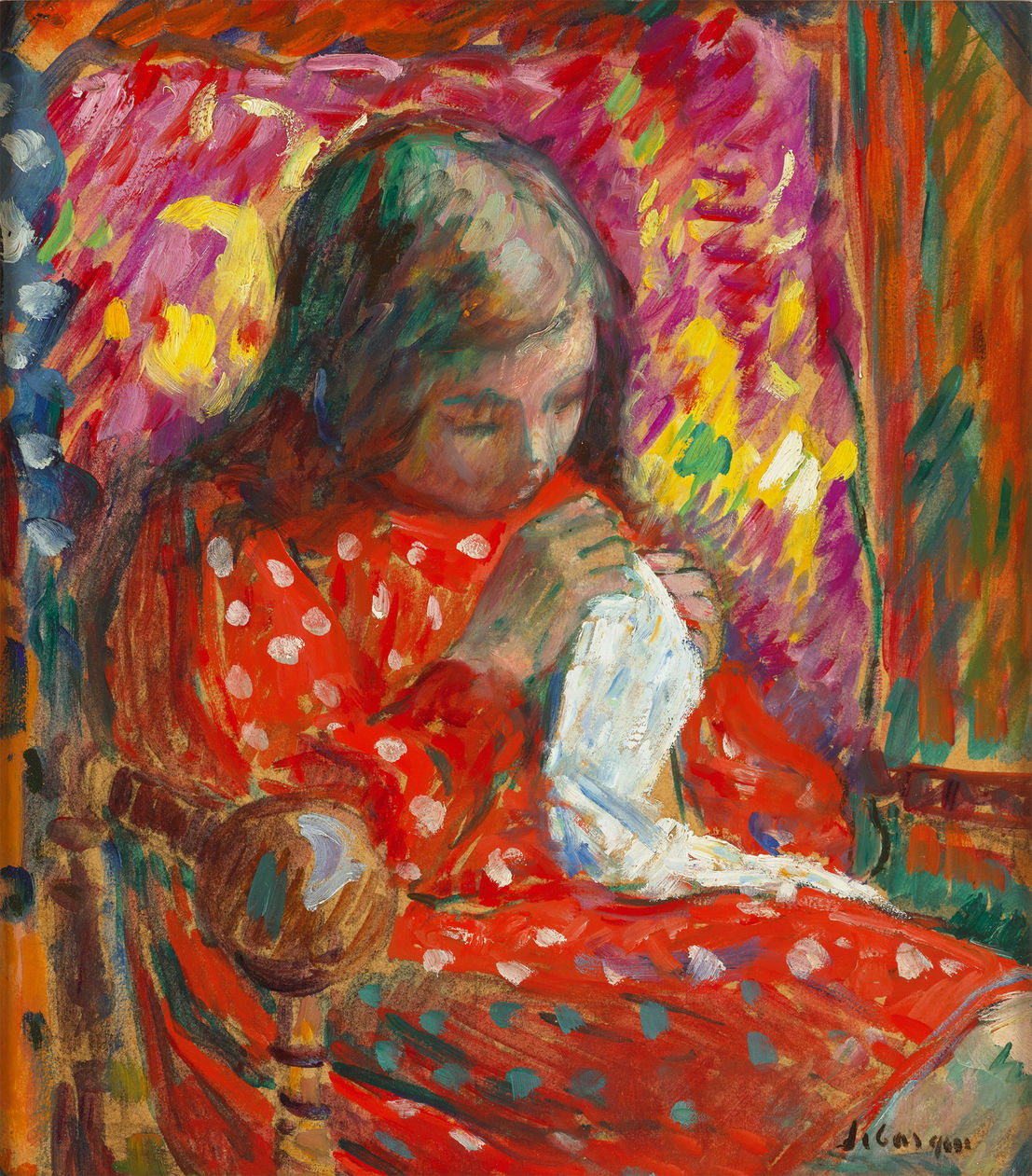
Henri Lebasque, Jeune fille cousant, ca. 1925
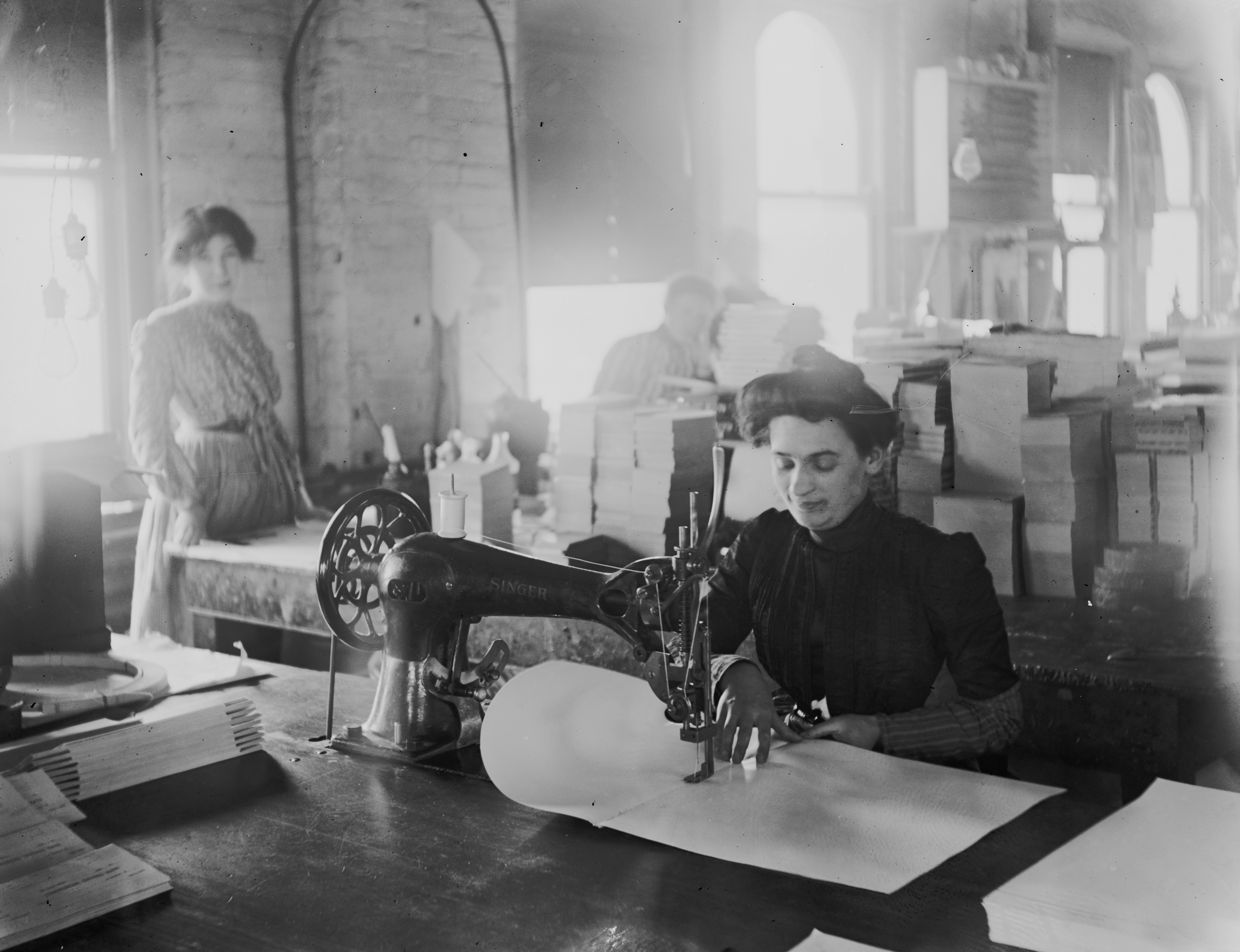
Cucito dell'inizio del XX secolo a Detroit, Michigan.
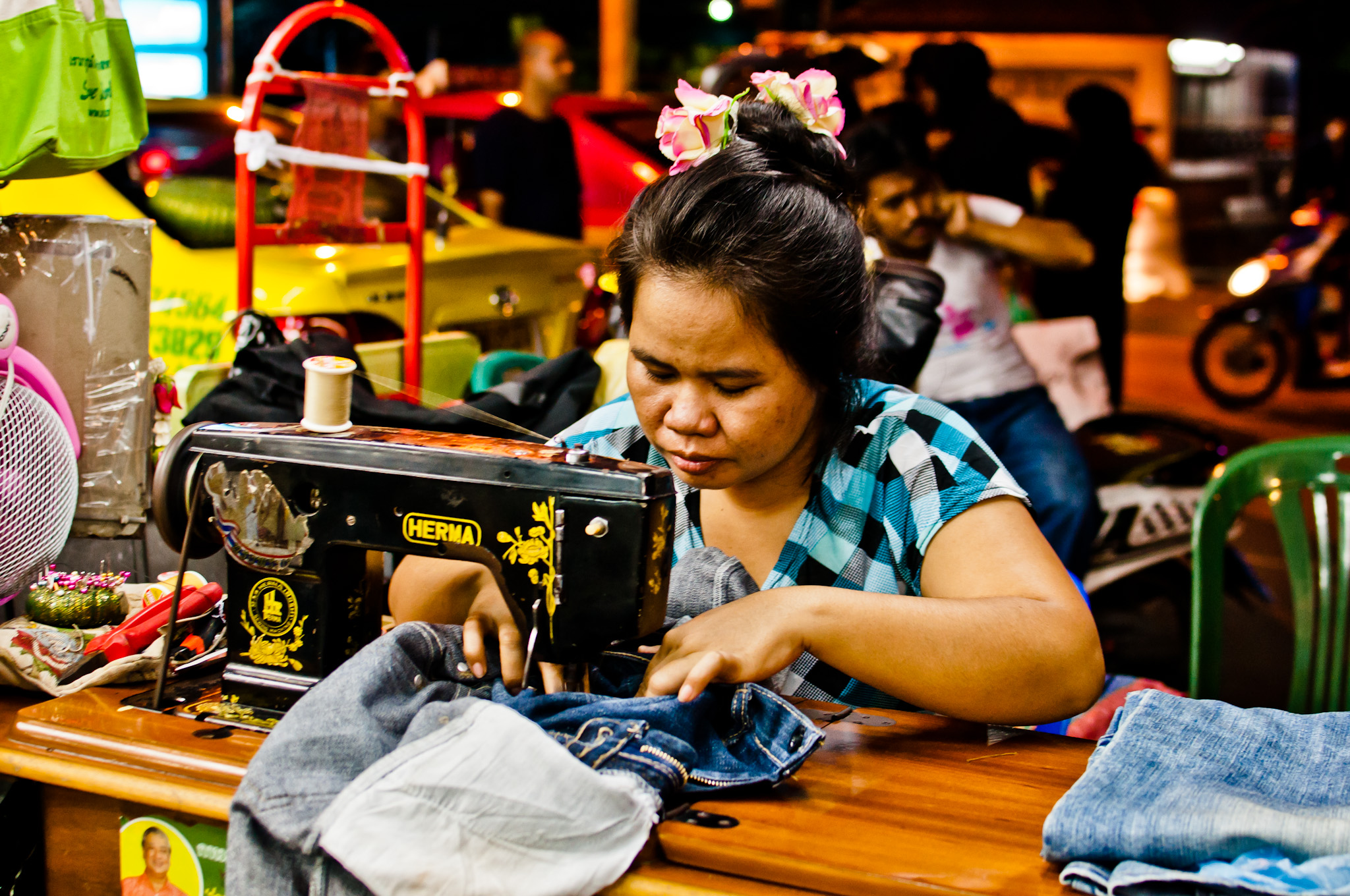
Una donna che cuce come venditore ambulante a Bangkok, Thailandia.
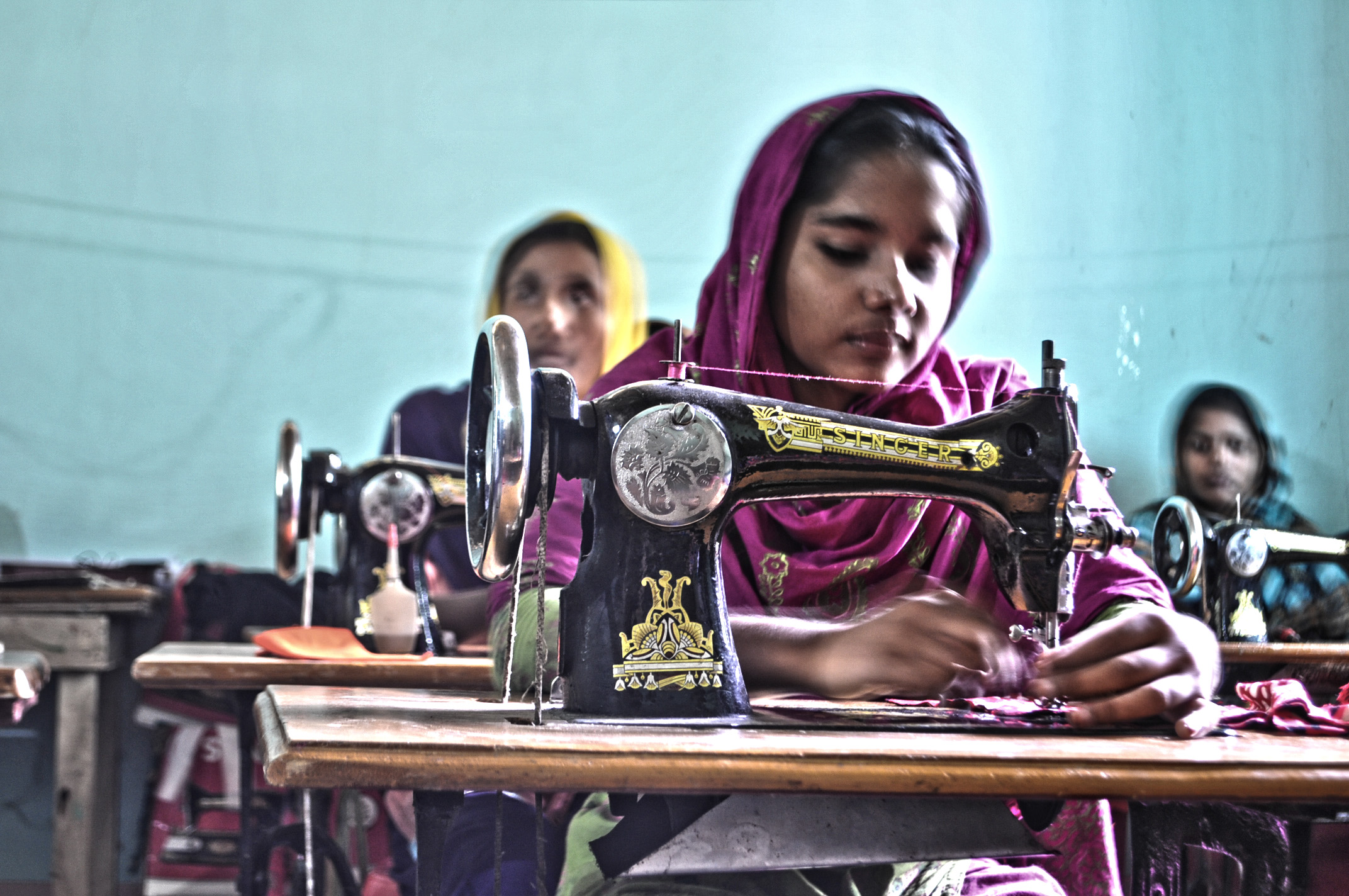
Donne del Bangladesh che cuciono vestiti.
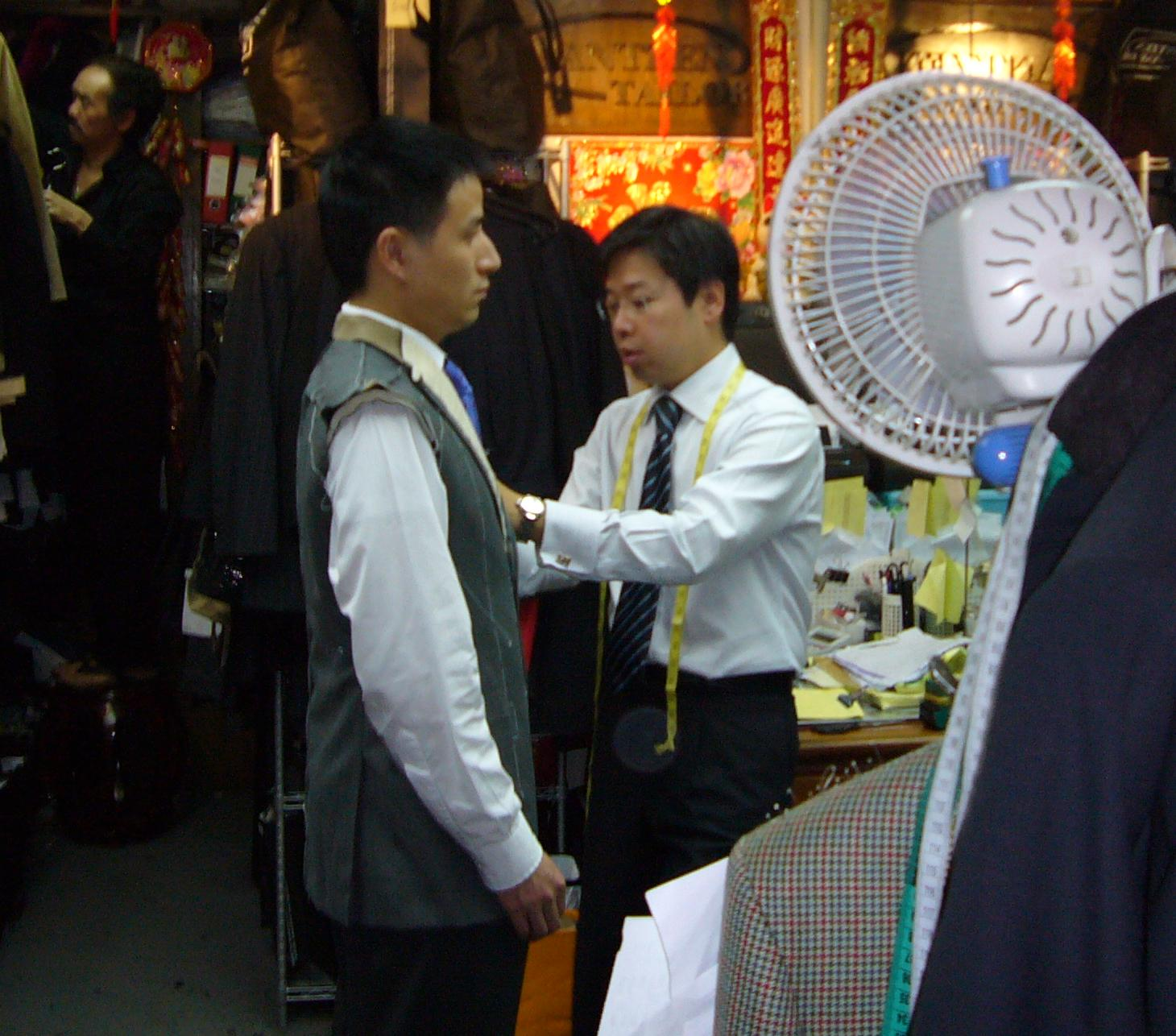
Un sarto che prova un abito a Hong Kong.
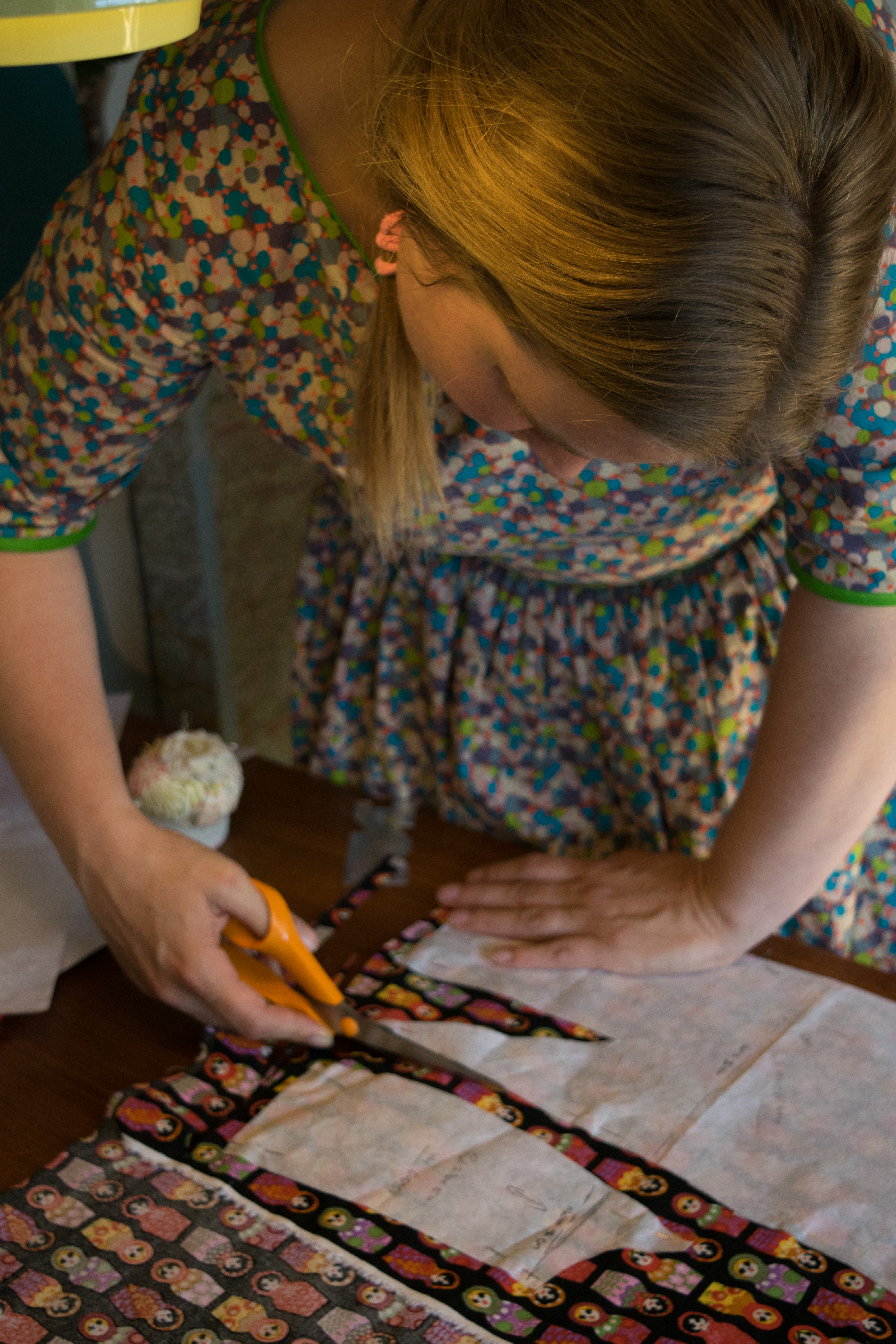
Cucitrice per hobby che taglia il tessuto per un vestito.
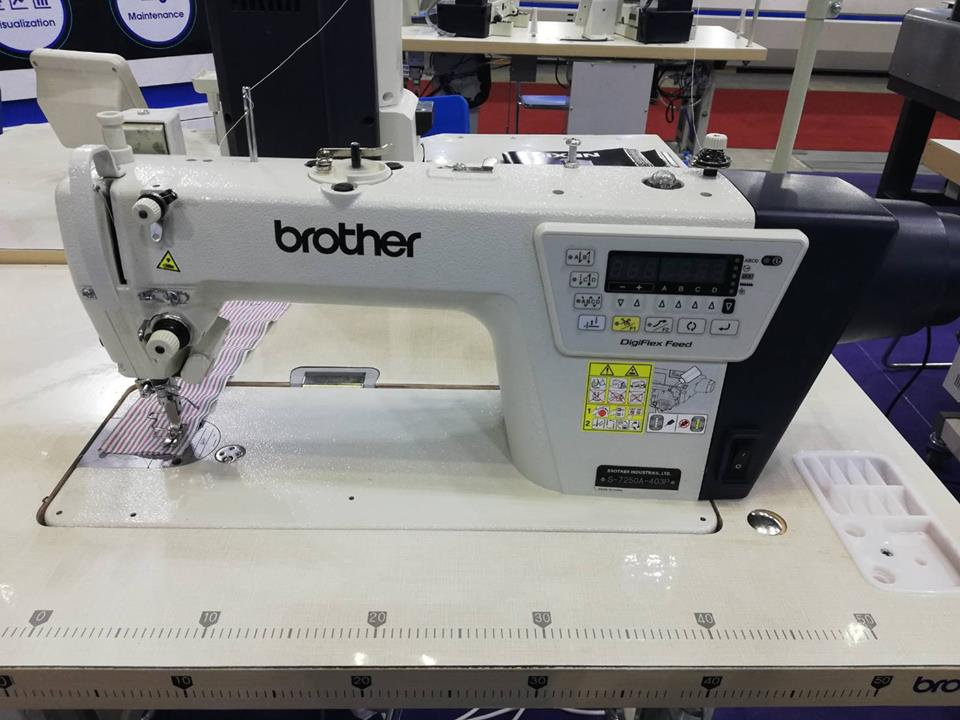
Cucitrice ad azionamento diretto con sistema di alimentazione elettronico.
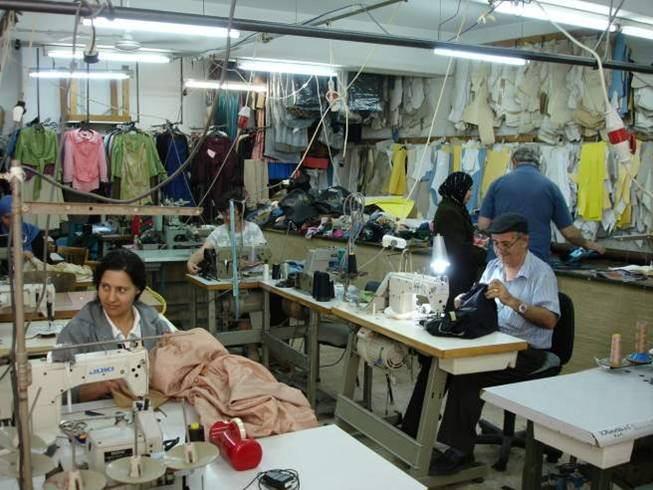
Alcuni sarti palestinesi.
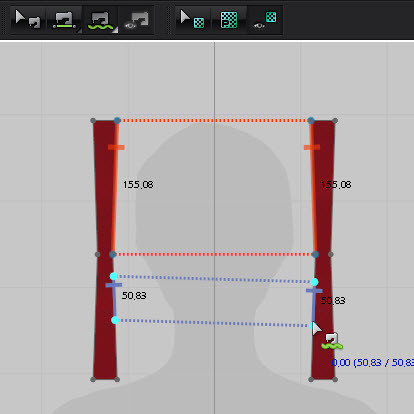
Strumenti per macchine da cucire virtuali in un software di simulazione di tessuti.
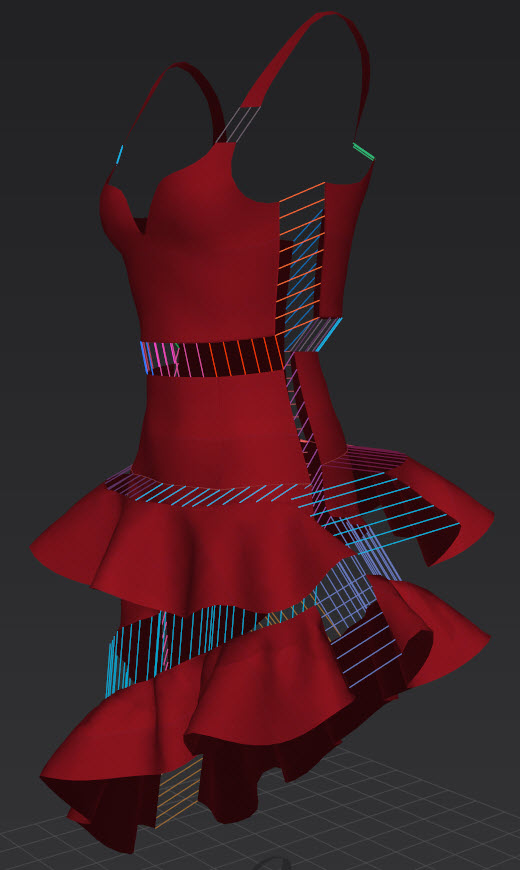
Abbigliamento digitale creato con una macchina da cucire virtuale in un software di simulazione di tessuti